# Assedio di Burgos
L'assedio di Burgos fu combattuta tra il 19 settembre e il 21 ottobre 1812, durante la guerra d'indipendenza spagnola, fra una guarnigione francese che presidiava la città e un esercito anglo-portoghese che invano tentò di espugnarla.
A Burgos si era arroccato, subito dopo la Battaglia di Salamanca (22 luglio 1812), il generale Bertrand Clausel con circa 15 000 uomini. Nel mese successivo Clausel, con il grosso dell'esercito, si diresse verso Valladolid lasciando in città una guarnigione di sole 2 000 unità al comando del generale Jean-Louis Dubreton. Nella seconda metà di settembre e nella prima metà dell'ottobre 1812, il Duca di Wellington, alla testa di un esercito anglo-portoghese di oltre 30 000 uomini, tentò invano di espugnare Burgos, sottoponendo il suo castello, dove aveva sede il quartier generale di Dubreton, a cannoneggiamenti continui, che però non diedero l'effetto sperato. Il 21 ottobre il Duca di Wellington, temendo di essere investito da un esercito francese proveniente dal Portogallo e comandato dal generale Joseph Souham e minacciato da sud dall'avvicinamento dell'esercito del maresciallo Nicolas Soult, decise di rinunciare all'assedio e ritirarsi. Le truppe anglo-portoghesi iniziarono una difficile ritirata fino in Portogallo, abbandonando Madrid e tutte le posizioni conquistate in precedenza. si ritirò, togliendo definitivamente l'assedio alla città. Persero la vita nei giorni dell'assedio di Burgos circa 550 inglesi e portoghesi e oltre 300 francesi, senza contare i numerosi feriti.